# Cataulacus regularis
Cataulacus regularis é uma espécie de formiga do gênero Cataulacus, pertencente à subfamília Myrmicinae.